# Teerouten

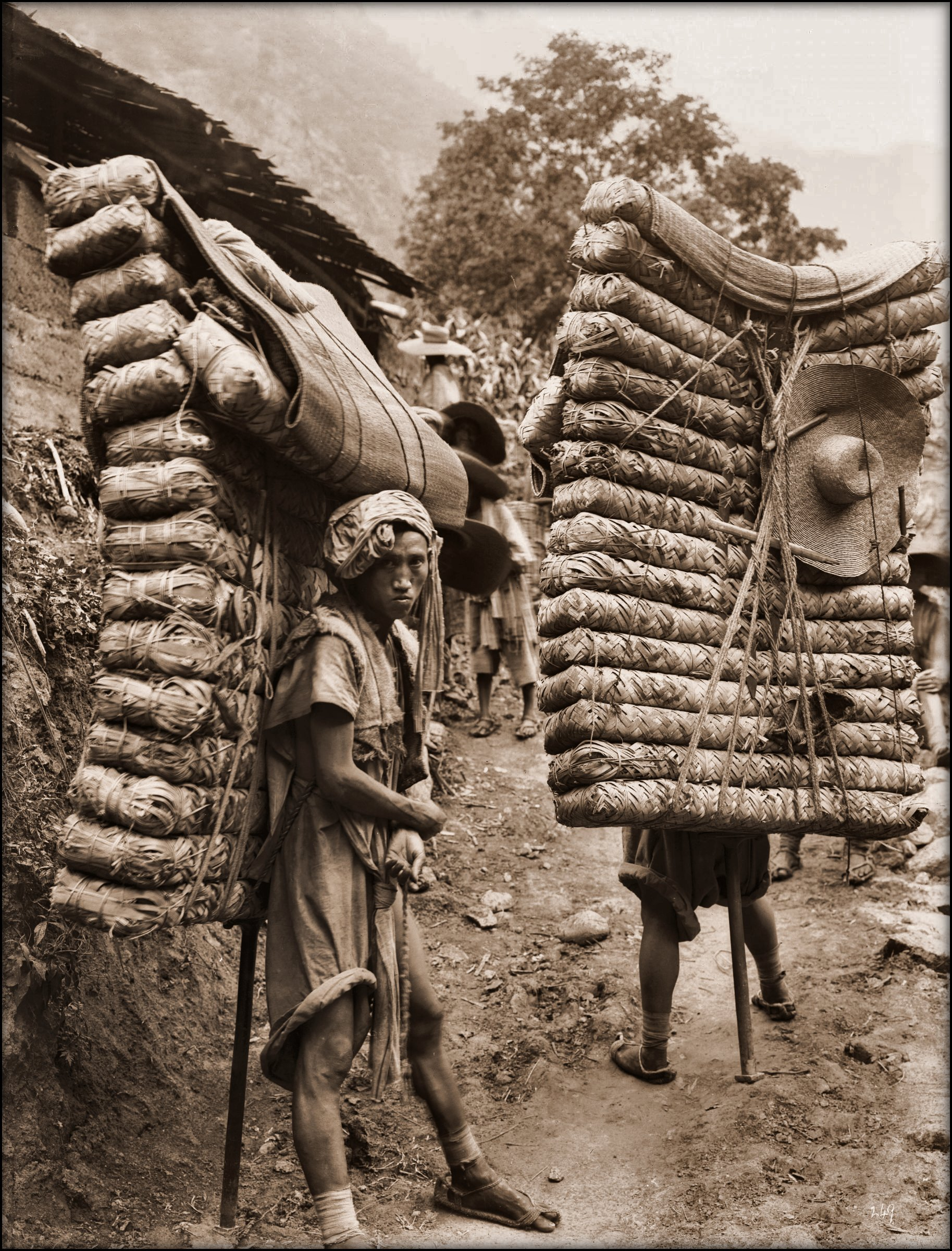
Traditioneller Teetransport in China (Sìchuān Shěng, 1908)

Die Teerouten (chinesisch 茶古道, Pinyin chágǔdào – „antike Teeroute“) waren historische Handelswege, die in Südwestchina begannen. Die transportierten Waren waren vor allem Tee und Salz.
Es gab sechs große Routen mit zusätzlichen  Ausweichrouten und Abzweigungen:
- von Xishuangbanna und Simao (Anbaugebiet von Pu-Erh-Tee via Kunming nach Peking).
- von Pu-erh in Yunnan via Simao, Jinhong, Menghai, Daluo nach Burma, von dort nach Thailand, Singapur, Malaysia und Hongkong.
- die Tee-Pferde-Route von  Pu-erh via Xiaguan, Lijiang, Zhongdian nach Tibet, von dort nach Lhasa, Nepal und Indien.
- von Pu-erh via Jiangcheng in Yunnan nach Vietnam, von dort nach Tibet und Europa.
- von Pu-erh via Simao, Lanchang, Meilian in Yunnan nach Burma.
- von Pu-erh via Meila in Yunnan nach Burma.

Der Transport mit Pferden, Maultieren, Eseln oder auf dem Rücken von Trägern dauerte mehrere Monate. Es wurde fast immer in Karawanen durchgeführt. Die Straße diente auch als Korridor für Migration sowie als Kanal für die Kommunikation unter den ethnischen Gruppen in West-China; darüber hinaus war sie eine Brücke für den kulturellen und wirtschaftlichen Austausch zwischen China und Indien.
Diese Strecken scheinen schon in Gebrauch gewesen zu sein, lange bevor der Teehandel während der Tang- und der Song-Dynastie blühte. An den Routen wurden zahlreiche Steinkistengräber aus der Shang- (ca. 1800–1100 v. Chr.) und der Zhou-Dynastie (ca. 1100–256 v. Chr.) gefunden. Archäologen haben festgestellt, dass die in Tibet entdeckten Steinkisten mit denen von Sichuan und Yunnan hinsichtlich der Form und der Grabbeigaben eng verwandt waren.